# Binuang (wieś w Borneo Południowym)
Binuang – miejscowość (kelurahan) w kecamatanie Binuang, w kabupatenie Tapin w prowincji Borneo Południowe w Indonezji.
Miejscowość ta leży przy drodze Jalan Ahmad Yani, łączącej Banjarbaru z Rantau.